# Comunitat de comunes de la Haute Vallée de Chevreuse
La Comunitat de comunes de la Haute Vallée de Chevreuse (oficialment: Communauté de communes de la Haute Vallée de Chevreuse) és una Comunitat de comunes del departament d'Yvelines, a la regió de l'Illa de França.
Creada al 2012, està formada per 10 municipis i la seu es troba a Dampierre-en-Yvelines.

## Municipis
1. Chevreuse
2. Choisel
3. Dampierre-en-Yvelines
4. Lévis-Saint-Nom
5. Le Mesnil-Saint-Denis
6. Milon-la-Chapelle
7. Saint-Forget
8. Saint-Lambert
9. Saint-Rémy-lès-Chevreuse
10. Senlisse